# Воля-Ренчайська
Воля-Ренчайська (пол. Wola Ręczajska) — село в Польщі, у гміні Посвентне Воломінського повіту Мазовецького воєводства.
Населення — 322 особи (2011).
У 1975-1998 роках село належало до Седлецького воєводства.

## Демографія
Демографічна структура станом на 31 березня 2011 року:
|          | Загалом | Допрацездатний вік | Працездатний вік | Постпрацездатний вік |
| -------- | ------- | ------------------ | ---------------- | -------------------- |
| Чоловіки | 156     | 27                 | 111              | 18                   |
| Жінки    | 166     | 44                 | 88               | 34                   |
| Разом    | 322     | 71                 | 199              | 52                   |